# セルフメディケーション
セルフメディケーション（英: Self-medication）、自主服薬（じしゅふくやく）とは、市民自身にて傷病・症候を判断し医療製品（Medical products）を使用すること。自分自身で健康を管理し、あるいは疾病を治療するセルフケア（自己治療、じこちりょう）の一つである。
精神医学の分野では、ストレスや不安、精神疾患や心的外傷への対処のためレクレーション薬、向精神薬、アルコール、コンフォート・フード（たとえばソウルフード）などを摂取するといった文脈で用いられる。

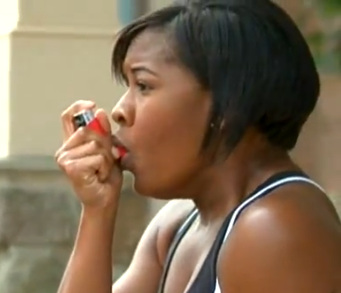
ぜんそく薬の自己吸引

## 全般として
市民が自身で医療製品（たとえばOTC薬など）を使用してセルフケアを行うことによって、過剰なまでに医療機関を受診してしまうことによる手間と費用を省くことができる。
政府の側からは、セルフメディケーションよって政府予算の重荷となりつづけている保険医療費が抑制される効果も期待されている。2017年（平成29年）1月より、国民のセルフメディケーションの推進を目的とし、医療費控除の特例としてセルフメディケーション税制が開始される。
医師が足りず、いわゆる「3分診療」や、医師の過労状態などに陥ってしまっている医療機関にとっては、セルフメディケーションによって来院する人数が適切なレベルまで減ることで、本当に医療を必要としている人に医師のマンパワーや医療資源をまわすことができる。
健康維持のため、あるいは軽度の不調から回復する助けとするための市販薬やサプリメントや薬草等に関する知識を自力で得る方法としては、図書館等を活用し薬剤師が書いた書籍を読んだり、インターネット上で薬剤師が無料で公開している情報などを読むことができる。それでも分からないことや疑問がある場合は、直接薬剤師や登録販売者に問い合わせて情報を得ることもできる。以前は病院で処方を書いてもらわなければ手に入れられなかった医薬品の中には、処方箋なしで薬局で購入できるようになっている「スイッチOTC」（市販薬）もある。薬剤師に対する相談料は、2016年現在、通常不要である。

### 具体例、詳細例
健康管理として、不足していると考えられる栄養素をサプリメントなどで補う。
軽い症状の緩和や予防に自己責任で、一般に売られている一般用医薬品を使用して治療する。たとえば水虫になった時に自分で薬局で買った薬を塗るなど。

### 利点
- 日常的な健康管理へと繋がる。
- 医療機関利用のための時間と費用を省くことができる。
- 医療保険費を抑制できる。
- 医療機関に対する過負荷（医師の過労、「3分診療」など）を軽減できる。
- 医療機関に近づくことで、他の患者の病原体などに感染しまうリスクなども減らせる。

### リスク
- 不十分・誤った知識によるセルフメディケーションは悪い結果となる可能性がある。
  - たとえば鎮痛剤を慢性的に服用していると薬物乱用頭痛を引き起こす[7]。長期間のNSAIDs服用はNSAID潰瘍を引き起こす。
- 医療機関を避けることにより、重大な疾患などの発覚が遅れる可能性がある。
- 間違った自己診断[8]
- 適切な医学的助言を求める機会の喪失[8]
- 間違った治療法の選択リスク[8]
- 薬についての副作用の誤った理解[8]。まれであるが、深刻な副作用が発生することもある[8]。
- 投与量の過少または過剰[8]
- 薬物乱用、薬物依存[8]
- 他の食品や薬との相互作用[8]
- 自分の健康状態には自分で責任を持つ、という自覚が必要。
- 生活習慣や食習慣が健康維持の基本であるので、医薬品に頼り切るような発想から抜け出す必要がある。
- 医学・薬学的知識も必要となる場合があるので、それなりに学習する努力は必要。
- 必要に応じて分からなければ薬剤師など専門家に相談する必要がある。
- 一部に高価なサプリメントなどもあるため、費用については注意が必要。
- 効果の証明されていない健康食品を販売する業者や、一部に悪徳な事業者もある。

## 精神医学分野

### メカニズム
精神疾患をもつ患者は、自身の病気をある種の薬物服用によって自己治療しようとする傾向がある。その形態は人それぞれであり、嗜癖が形成されると身体的・精神的問題を引き起こすこととなる。例えばうつ病患者は、アルコール、タバコ、大麻、ほか向精神作用を持つ薬物によって自己治療を行っている。これらの薬物は短期間には不安などを収めるが、既存の精神疾患と同様の症状を引きおこし、また悪化させることとなり、かつ嗜癖・依存を引き起こし、長期利用によってその他の副作用を起こすとされる。
心的外傷後ストレス障害患者がセルフメディケーションを行うことも知られており、心的外傷に苦しむが診断を受けていない人々も同様である。

### 効果
アルコールやベンゾジアゼピンによる長期間のセルフメディケーションは、多くは不安、抑うつを悪化させる。これは長期間の薬物利用により脳の化学構造が変化するためとされている。パニック障害、社交不安障害などの不安障害で精神保健サービスを受給している患者のおおよそ半数は、アルコール依存症またはベンゾジアゼピン依存症であった。アルコールやベンゾジアゼピンは既存の不安を持続させ、徐々に悪化させる。